# Zeiss Protar
Zeiss Protar (по-русски произносится «Прота́р») — фотографический объектив. Рассчитан Паулем Рудольфом (нем. Paul Rudolph) для немецкой оптической компании Carl Zeiss и запатентован в 1890 году.
Объектив несимметричный и представляет собой сочетание двух ахроматов, так называемого «нового» (или «аномального») ахромата в качестве базовой (силовой) линзы и слабосильного «старого» (или «нормального») ахромата в качестве корректора аберраций.
Оптическая схема, как правило, 4 линзы в 2 группах.
Исключением является Protar Series IIa, где задняя группа — трёхлинзовая.
Для различных видов съёмок выпускались несколько модификаций протара.
Так например, объективы Protar Series I, F : 4.5 предлагалось использовать для съёмки портретов, а Protar Series V, F : 18 — для пейзажных съёмок.
Как и некоторые другие объективы, разработанные на Carl Zeiss Jena, протар выпускался по лицензии фирмами Bausch & Lomb Optical CO. в США, E. Krauss во Франции, Ross Ltd в Англии и др.
С 1890 г. по 1900 г. объектив маркировался «Анастигмат» (Anastigmat), и только по окончании срока лицензии на это название был переименован в «Протар».
Под этим именем выпускался вплоть до 30-х годов XX в. (в частности, Protar Series V).

## Дальнейшее развитие
На основе схемы протара было разработано несколько объективов.
Так, в 1894 г. Паулем Рудольфом (Paul Rudolph) был рассчитан и запатентован симметричный анастигмат «Двойной Протар» (Double Protar Series VII) состоящий из 8 линз в 2 группах (как передний, так и задний его компоненты могли использоваться отдельно), а в 1899 и 1902 г. несимметричные анастигматы «Унар» (Unar) и «Тессар» (Tessar).
Так же, схема протара послужила основой для разработки англичанином Хью Алдисом (Hugh L. Aldis) серии объективов Стигматик (Stigmatic) для фирмы Dallmeyer Ltd.